# Singularitat BKL

Un cos esfèric sotmès a una dinàmica caòtica BKL (Mixmaster) propera a la singularitat segons les regles (eq. 35). La simulació es va fer a Mathematica amb inicial

Una singularitat de Belinski–Khalatnikov–Lifshitz (BKL) és un model de l'evolució dinàmica de l'univers prop de la singularitat gravitatòria inicial, descrita per una solució anisòtropa i caòtica de l'equació de la gravitació del camp d'Einstein. Segons aquest model, l'univers oscil·la caòticament al voltant d'una singularitat gravitatòria en la qual el temps i l'espai esdevenen iguals a zero o, de manera equivalent, la curvatura de l'espai-temps esdevé infinitament gran. Aquesta singularitat és físicament real en el sentit que és una propietat necessària de la solució, i apareixerà també en la solució exacta d'aquestes equacions. La singularitat no es crea artificialment per les suposicions i simplificacions fetes per altres solucions especials, com ara les solucions de Friedmann–Lemaître–Robertson–Walker, quasi-isòtropes i de Kasner.
El model porta el nom dels seus autors Vladimir Belinski, Isaak Khalatnikov i Evgeny Lifshitz, que aleshores treballaven a l'Institut Landau de Física Teòrica.
La imatge desenvolupada per BKL té diversos elements importants. Aquests són:
- Prop de la singularitat, l'evolució de la geometria en diferents punts espacials es desacobla de manera que les solucions de les equacions diferencials parcials es poden aproximar mitjançant solucions d'equacions diferencials ordinàries respecte al temps per a factors d'escala espacial adequadament definits. Això s'anomena conjectura BKL.[2]
- Per a la majoria dels tipus de matèria, l'efecte dels camps de matèria sobre la dinàmica de la geometria esdevé insignificant prop de la singularitat. O, en paraules de John Wheeler, "la matèria no importa" prop d'una singularitat. El treball original de BKL va suposar un efecte insignificant per a tota la matèria, però més tard van teoritzar que la "matèria rígida" (equació d'estat p = ε) equivalent a un camp escalar sense massa pot tenir un efecte modificador en la dinàmica propera a la singularitat.
- Les equacions diferencials ordinàries que descriuen els asimptòtics provenen d'una classe de solucions espacialment homogènies que constitueixen la dinàmica Mixmaster: un model oscil·latori i caòtic complicat que presenta propietats similars a les discutides per BKL.

L'estudi de la dinàmica de l'univers als voltants de la singularitat cosmològica s'ha convertit en un camp de ràpid desenvolupament de la física teòrica i matemàtica moderna. La generalització del model BKL a la singularitat cosmològica en models cosmològics multidimensionals (tipus Kaluza–Klein) té un caràcter caòtic en els espai-temps la dimensionalitat dels quals no és superior a deu, mentre que en els espai-temps de dimensionalitats superiors un univers després de patir un nombre finit de les oscil·lacions entra en un règim de contractació monòton de tipus Kasner.
El desenvolupament d'estudis cosmològics basats en models de supercadenes ha posat de manifest alguns aspectes nous de la dinàmica al voltant de la singularitat.    En aquests models, els mecanismes de canvi de les èpoques de Kasner no són provocats per les interaccions gravitatòries sinó per la influència d'altres camps presents. Es va demostrar que els models cosmològics basats en sis models principals de supercadenes més el model de supergravetat d'onze dimensions presenten la caòtica dinàmica BKL cap a la singularitat. Es va descobrir una connexió entre models cosmològics oscil·ladors semblants a BKL i una subclasse especial d'àlgebres de Lie de dimensions infinites: les anomenades àlgebres hiperbòliques de Kac-Moody. 

## Introducció
La base de la cosmologia moderna són les solucions especials de les equacions de camp d'Einstein trobades per Alexander Friedmann el 1922-1924. S'assumeix que l'Univers és homogeni (l'espai té les mateixes propietats mètriques (mesures) en tots els punts) i isòtrop (l'espai té les mateixes mesures en totes direccions). Les solucions de Friedmann permeten dues geometries possibles per a l'espai: un model tancat amb un espai inclinat cap a l'exterior semblant a una bola (curvatura positiva) i un model obert amb un espai inclinat cap a dins semblant a una sella (curvatura negativa). En ambdós models, l'Univers no s'atura, sinó que s'expandeix (es fa més gran) o es contrau (es redueix, es fa més petit). Això va ser confirmat per Edwin Hubble que va establir el desplaçament cap al vermell del Hubble de les galàxies en retrocés. El consens actual és que el model isotròpic, en general, dóna una descripció adequada de l'estat actual de l'Univers; tanmateix, la isotropia de l'Univers actual per si mateixa no és una raó per esperar que sigui adequada per descriure les primeres etapes de l'evolució de l'Univers. Al mateix temps, és obvi que en el món real l'homogeneïtat és, en el millor dels casos, només una aproximació. Fins i tot si es pot parlar d'una distribució homogènia de la densitat de la matèria a distàncies que són grans en comparació amb l'espai intergalàctic, aquesta homogeneïtat s'esvaeix a escales més petites. D'altra banda, el supòsit d'homogeneïtat va molt lluny en un aspecte matemàtic: fa que la solució sigui altament simètrica que pot impartir propietats específiques que desapareixen quan es considera un cas més general.
Una altra propietat important del model isotròpic és l'existència inevitable d'una singularitat temporal : el flux del temps no és continu, sinó que s'atura o s'inverteix quan el temps arriba a un valor molt gran o molt petit. Entre singularitats, el temps flueix en una direcció: lluny de la singularitat (fletxa del temps). En el model obert, hi ha una singularitat temporal, de manera que el temps és limitat en un extrem però il·limitat en l'altre, mentre que en el model tancat hi ha dues singularitats que limiten el temps en ambdós extrems (el Big Bang i el Big Crunch ).
Les úniques propietats físicament interessants dels espais temps (com les singularitats) són les que són estables, és a dir, aquelles propietats que encara es produeixen quan les dades inicials es veuen pertorbades lleugerament. És possible que una singularitat sigui estable i, tanmateix, no tingui interès físic: l'estabilitat és una condició necessària però no suficient per a la rellevància física. Per exemple, una singularitat podria ser estable només en un veïnat de conjunts de dades inicials corresponents a universos altament anisòtrops. Com que l'univers real és ara aparentment gairebé isòtrop, aquesta singularitat no podria ocórrer al nostre univers. Una condició suficient perquè una singularitat estable sigui d'interès físic és el requisit que la singularitat sigui genèrica (o general). A grans trets, una singularitat estable és genèrica si es produeix prop de tots els conjunts de condicions inicials i els camps no gravitatoris es restringeixen d'alguna manera especificada a camps "físicament realistes" de manera que les equacions d'Einstein, diverses equacions d'estat, etc. se suposa que aguanta els espai-temps evolucionats. Pot passar que una singularitat sigui estable sota petites variacions dels veritables graus de llibertat gravitacionals, i tanmateix no és genèrica perquè la singularitat depèn d'alguna manera del sistema de coordenades, o més aviat de l'elecció de la hipersuperfície inicial a partir de la qual es troba l'espai-temps. està evolucionat.
Per a un sistema d'equacions diferencials no lineals, com les equacions d'Einstein, una solució general no està definida sense ambigüitats. En principi, hi pot haver múltiples integrals generals, i cadascuna d'elles pot contenir només un subconjunt finit de totes les condicions inicials possibles. Cadascuna d'aquestes integrals pot contenir totes les funcions independents requerides que, tanmateix, poden estar subjectes a algunes condicions (per exemple, algunes desigualtats). L'existència d'una solució general amb una singularitat, per tant, no exclou l'existència d'altres solucions generals addicionals que no continguin una singularitat. Per exemple, no hi ha cap motiu per dubtar de l'existència d'una solució general sense una singularitat que descrigui un cos aïllat amb una massa relativament petita.
És impossible trobar una integral general per a tot l'espai i per a tots els temps. Tanmateix, això no és necessari per resoldre el problema: n'hi ha prou amb estudiar la solució prop de la singularitat. Això també resoldria un altre aspecte del problema: les característiques de l'evolució mètrica de l'espai-temps en la solució general quan arriba a la singularitat física, entesa com un punt on la densitat de matèria i els invariants del tensor de curvatura de Riemann esdevenen infinits.

## Existència de la singularitat física del temps
Un dels principals problemes estudiats pel grup Landau (al qual pertany BKL) va ser si els models cosmològics relativistes contenen necessàriament una singularitat temporal o si la singularitat temporal és un artefacte dels supòsits utilitzats per simplificar aquests models. La independència de la singularitat en els supòsits de simetria significaria que les singularitats temporals no només existeixen en les solucions especials, sinó també en les generals de les equacions d'Einstein. És raonable suggerir que si hi ha una singularitat a la solució general, hi ha d'haver algunes indicacions que es basen només en les propietats més generals de les equacions d'Einstein, encara que aquestes indicacions per si soles podrien ser insuficients per caracteritzar la singularitat.

En aquell moment, l'única indicació coneguda de l'existència de singularitat física en la solució general estava relacionada amb la forma de les equacions d'Einstein escrites en un marc síncron, és a dir, en un fotograma en el qual el temps propi x 0 = t està sincronitzat. a tot l'espai; en aquest marc l'element de distància espacial dl està separat de l'interval de temps dt. L'equació d'Einstein

| {\displaystyle R_{0}^{0}=T_{0}^{0}-{\tfrac {1}{2}}T} | \| \| \| \| \| \| \| \| | (eq. 1) |
|                                                      |                         |         |
|                                                      |                         |         |
escrit en un marc síncron dóna un resultat en el qual el determinant mètric g esdevé inevitablement zero en un temps finit, independentment de qualsevol hipòtesi sobre la distribució de la matèria.

## Solució homogènia generalitzada
En un espai que és alhora homogeni i isòtrop, la mètrica es determina completament, deixant lliure només el signe de la curvatura. Assumir només homogeneïtat de l'espai sense simetria addicional, com ara la isotropia, deixa considerablement més llibertat a l'hora d'escollir la mètrica. El següent es refereix a la part espacial de la mètrica en un instant determinat de temps t assumint un marc síncron de manera que t sigui el mateix temps sincronitzat per a tot l'espai.

### Solució Kasner

Dinàmica de mètriques Kasner (eq. 2) en coordenades esfèriques cap a la singularitat. El paràmetre de Lifshitz-Khalatnikov és u =2 (1/ u =0,5) i la coordenada r és 2 p _{α} (1/ u)τ on τ és el temps logarítmic: τ = ln t. La reducció al llarg dels eixos és lineal i anisòtrop (sense caoticitat).

L'enfocament BKL dels espais homogenis anisotròpics (a diferència dels isotròpics) comença amb una generalització d'una solució particular exacta derivada per Kasner  per a un camp al buit, en el qual l'espai és homogeni i té una mètrica euclidiana que depèn del temps segons el temps. a la mètrica de Kasner

| {\displaystyle dl^{2}=t^{2p_{1}}dx^{2}+t^{2p_{2}}dy^{2}+t^{2p_{3}}dz^{2}} | \| \| \| \| \| \| \| \| | (eq. 2) |
|                                                                           |                         |         |
|                                                                           |                         |         |
( dl és l'element de línia ; dx, dy, dz són desplaçaments infinitesimals en les tres dimensions espacials, i t és el període transcorregut des d'algun moment inicial t 0 = 0). Aquí, p 1, p 2, p 3 són tres nombres qualssevol que compleixin les següents condicions de Kasner

| {\displaystyle p_{1}+p_{2}+p_{3}=p_{1}^{2}+p_{2}^{2}+p_{3}^{2}=1.} | \| \| \| \| \| \| \| \| | (eq. 3) |
|                                                                    |                         |         |
|                                                                    |                         |         |

## Conclusions
BKL descriu singularitats en la solució cosmològica d'equacions d'Einstein que tenen un caràcter oscil·latori complicat. Encara que aquestes singularitats s'han estudiat principalment en models espacialment homogenis, hi ha raons convincents per suposar que les singularitats en la solució general de les equacions d'Einstein tenen les mateixes característiques; aquesta circumstància fa que el model BKL sigui important per a la cosmologia.
Una base d'aquesta afirmació és el fet que el mode oscil·latori en l'aproximació a la singularitat és causat per la pertorbació única que també provoca inestabilitat en la solució de Kasner generalitzada. Una confirmació de la generalitat del model és la construcció analítica per a temps llargs amb petites oscil·lacions. Tot i que aquest darrer comportament no és un element necessari de l'evolució mètrica propera a la singularitat, té totes les propietats qualitatives principals: oscil·lació mètrica en dues dimensions espacials i canvi monòton en la tercera dimensió amb una certa pertorbació d'aquest mode al final d'algun temps. interval. Tanmateix, les transicions entre les èpoques de Kasner en el cas general de la mètrica espacial no homogènia no han estat dilucidades en detall.
El problema relacionat amb les possibles limitacions a la geometria espacial causades per la singularitat es va deixar de banda per a un estudi posterior. No obstant això, és clar des del principi que el model BKL original és aplicable tant a l'espai finit com a l'infinit; això s'evidencia amb l'existència de models de singularitat oscil·latòria tant per a espais temps tancats com oberts.
El mode oscil·latori de l'aproximació a la singularitat dóna un nou aspecte al terme "finitud del temps". Entre qualsevol moment finit del temps mundial t i el moment t = 0 hi ha un nombre infinit d'oscil·lacions. En aquest sentit, el procés adquireix un caràcter infinit. En lloc del temps t, una variable més adequada per a la seva descripció és ln t a la qual s'estén el procés {\displaystyle -\infty }.